# Mammillaria brachytrichion
Mammillaria brachytrichion ist eine Pflanzenart aus der Gattung Mammillaria in der Familie der Kakteengewächse (Cactaceae). Das Artepitheton brachytrichion bedeutet ‚(griech. brachy) kurz und (griech. trichion) schmales Haar‘.

## Beschreibung
Mammillaria brachytrichion wächst einzeln oder Gruppen bildend. Der niedergedrückte Körper ist kurz zylindrisch, kugelig und dunkelgrün. Er erreicht eine Höhe von 1 bis 2 Zentimeter und einen Durchmesser von 1,5 bis 4 Zentimeter. Die zylindrischen Warzen sind ohne Milchsaft. Die Axillen sind ohne Borsten. Die Dornen erscheinen unter der Lupe gefiedert. Sie haben eine feine, flaumige Behaarung. Die 7 bis 11 Mitteldornen sind fein nadelig, rötlich-braun mit gelblicher Basis und 0,6 Zentimeter lang; manchmal ist einer gehakt. Die 26 bis 32 Randdornen sind weißlich bis gelblich-braun mit dunkler Spitze. Sie sind gerade, nadelig steif und werden 0,7 bis 1 Zentimeter lang.
Die breit trichterigen Blüten sind weiß mit rosa Mittelstreifen. Sie werden 1 bis 1,2 Zentimeter lang und 1,2 bis 1,4 Zentimeter im Durchmesser groß. Die Früchte sind klein und grün. Sie enthalten bräunlich bis schwarze Samen.

## Verbreitung und Systematik
Mammillaria brachytrichion ist in dem  mexikanischen Bundesstaat Durango verbreitet.
Die Erstbeschreibung erfolgte 1987 durch Jonas Martin Lüthy.

## Nachweise